# Monstera xanthospatha
Monstera xanthospatha är en kallaväxtart som beskrevs av Michael T. Madison. Monstera xanthospatha ingår i släktet Monstera och familjen kallaväxter. Inga underarter finns listade.